# Poreč Classic
La Poreč Classic (nommée Poreč Trophy jusqu'en 2024) est une série de courses disputée en Croatie dans la ville de Poreč, quatre jours après l'Umag Classic. L'épreuve fait partie de l'UCI Europe Tour, dans la catégorie 1.2 depuis 2005. L'épreuve ressemble au Challenge de Majorque en Espagne, sauf qu'elle ne comprend pas de classement général.
Depuis 2004, seul le Poreč Trophy 1 est organisé. Il est organisé par le BK Meridiana-Kamen, club cycliste de Pazin.
Une course féminine se tient le même jour, depuis 2023.

## Palmarès

### Poreč Trophy 1
| Année | Vainqueur           | Deuxième               | Troisième         |
| ----- | ------------------- | ---------------------- | ----------------- |
| 2000  | Endrio Leoni        | John den Braber        | Crescenzo D'Amore |
| 2001  | Vladimir Miholjević | Morten Pedersen        | Dean Podgornik    |
| 2002  | Volodymyr Bileka    | Luigi Giambelli        | Boštjan Mervar    |
| 2003  | Angelo Ciccone      | Radoslav Rogina        | Michele Maccanti  |
| 2004  | Matej Stare         | Gábor Arany            | Stefan Schumacher |
| 2005  | Jochen Summer       | Borut Božič            | František Raboň   |
| 2006  | Simon Špilak        | Matej Stare            | Borut Božič       |
| 2007  | Marko Kump          | Grega Bole             | Ivan Fanelli      |
| 2008  | Aldo Ino Ilešič     | Alexander Kristoff     | Marko Kump        |
| 2009  | Ole Haavardsholm    | Sergey Kolesnikov      | Hrvoje Miholjević |
| 2010  | Matej Gnezda        | Radoslav Rogina        | Matej Stare       |
| 2011  | Blaž Jarc           | Marco Haller           | Jure Zrimšek      |
| 2012  | Matej Mugerli       | Matej Gnezda           | Luka Mezgec       |
| 2013  | Matej Mugerli       | Riccardo Zoidl         | Marco Benfatto    |
| 2014  | Maksym Averin       | Daniel Biedermann      | Matej Mugerli     |
| 2015  | Marko Kump          | Erik Baška             | Maksym Averin     |
| 2016  | Matej Mugerli       | Jan Tratnik            | Daniel Auer       |
| 2017  | Matej Mugerli       | Russell Downing        | Ian Bibby         |
| 2018  | Emīls Liepiņš       | Asbjørn Kragh Andersen | Dušan Rajović     |
| 2019  | Fabian Lienhard     | Patrick Gamper         | Florian Stork     |
| 2020  | Olav Kooij          | Gašper Katrašnik       | Tilen Finkšt      |
| 2021  | Filippo Fiorelli    | Enrique Sanz           | Tilen Finkšt      |
| 2022  | Dušan Rajović       | Matevž Govekar         | Viktor Potočki    |
| 2023  | Patryk Stosz        | Adam Ťoupalík          | Thibaud Gruel     |
| 2024  | Matthew Brennan     | Lorenzo Conforti       | Rasmus Søjberg    |
| 2025  | Matteo Milan        | Patryk Stosz           | Paul Wright       |

### Poreč Trophy 2
| Année | Vainqueur         | Deuxième          | Troisième         |
| ----- | ----------------- | ----------------- | ----------------- |
| 2000  | Endrio Leoni      | Kevin Hulsmans    | Raffaele Bosi     |
| 2001  | Zoran Klemenčič   | Milan Erzen       | Arno Kaspret      |
| 2002  | Yaroslav Popovych | Volodymyr Bileka  | Michal Precechtel |
| 2003  | Boštjan Mervar    | Sergueï Lagoutine | Dean Podgornik    |

### Poreč Trophy 3
| Année | Vainqueur         | Deuxième          | Troisième      |
| ----- | ----------------- | ----------------- | -------------- |
| 2000  | Flavio Zandarin   | Michael Skelde    | Rajko Petek    |
| 2001  | Andrus Aug        | Jan Bratkowski    | Arno Kaspret   |
| 2002  | Boštjan Mervar    | Yaroslav Popovych | Oscar Cavagnis |
| 2003  | Alexey Shchebelin | Miran Kelner      | Kristjan Fajt  |

### Poreč Trophy 4
| Année | Vainqueur       | Deuxième       | Troisième         |
| ----- | --------------- | -------------- | ----------------- |
| 2000  | Martin Hvastija | Nicki Sørensen | Danny Jonasson    |
| 2001  | Jan Bratkowski  | Branko Filip   | Oleksandr Fedenko |
| 2002  | Andrus Aug      | Allan Davis    | Michal Precechtel |

### Poreč Trophy 5
| Année | Vainqueur         | Deuxième       | Troisième      |
| ----- | ----------------- | -------------- | -------------- |
| 2000  | Tomáš Konečný     | Danny Jonasson | Igor Kranjec   |
| 2001  | Lubor Tesař       | Martin Derganc | Arno Kaspret   |
| 2002  | Hrvoje Miholjević | Jacob Nielsen  | Boštjan Mervar |

### Poreč Trophy 6
| Année | Vainqueur        | Deuxième     | Troisième     |
| ----- | ---------------- | ------------ | ------------- |
| 2002  | Fraser MacMaster | Adam Wadecki | Jindrich Vana |